# 울프스 레인
울프스 레인(WOLF'S RAIN)은 노부모토 게이코 제작, 본즈 프로듀싱의 일본 애니메이션 TV 시리즈이다. 오카무라 덴사이가 감독하였으며 캐릭터 디자인은 가와모토 도시히로가 맡았다. 사운드트랙은 칸노 요코가 맡았다. 외로운 4마리 늑대의 여행에 초점을 두고 있다.
울프스 레인은 TV 26화, OVA 4화로 구성되며 각 화는 대략 23분 분량이다. 이 시리즈는 일본에서 후지 TV를 통해 첫 방영되었으며 이 중 일부는 후지 네트워크와 애니맥스를 통해 방영되었다. 북아메리카의 경우 퍼니메이션이, 유럽의 경우 비즈 엔터테인먼트가, 오스트레일리아와 뉴질랜드의 경우 매드맨 엔터테인먼트가 라이선스를 받아 방영하였다. 이 시리즈는 2권의 단행본 만화 시리즈로 각색되었으며 작화는 이이다 도시츠구가 맡았다.